# Marché de l'électricité en France
Pour des articles plus généraux, voir Électricité en France et Marché de l'électricité.
Le marché de l'électricité en France comprend les formes d'organisation du secteur de la production et de la commercialisation d'électricité, qui font l'objet d'un processus de libéralisation économique depuis la fin des années 1990.
Succédant à un monopole public fournissant l'électricité à des tarifs administrés, la création du marché de l'électricité en France s'étale sur un quart de siècle, depuis les travaux préparatoires de la Commission européenne durant la décennie 1980 jusqu'à la loi de nouvelle organisation du marché de l'électricité (loi NOME) en décembre 2010.
D’importants changements législatifs modifient le service public de l’électricité, en particulier le changement de statut de l'entreprise publique Électricité de France (EDF), la fin de son monopole sur la production et la fourniture d'électricité, l’ouverture de son capital, l’accès au réseau de transport.
Des institutions nouvelles, la Commission de régulation de l'énergie (CRE) et le médiateur national de l'énergie, sont créées. L'organisation générale des marchés de l’électricité est transférée au niveau de l’Union européenne (UE).
La réglementation française s'inscrit dans le droit de l'UE par l'article 194 du traité sur le fonctionnement de l'Union européenne attribuant des compétences partagées entre les États membres et l'UE. Au travers de directives et de règlements, cela conduit à conceptualiser la création d'un marché intérieur de l’électricité et du gaz naturel.

## Historique de l'ouverture du marché
Le code de l'énergie, créé en 2011, rassemble les lois existantes relatives à l'énergie, sous toutes ses formes, et évolue depuis constamment sur des sujets comme la protection des consommateurs, la sécurisation de l'approvisionnement en électricité et l'encadrement de nouvelles technologies.
En octobre 2012, le traité sur le fonctionnement de l'Union européenne (TFUE) statue que l'énergie et les réseaux de transports trans-européens d'énergie relèveraient désormais d'une compétence partagée entre l'UE et ses États membres.

### Monopole public de 1946 à 1997
En France, à la veille de la loi de nationalisation d'EDF, la production électrique est assurée par 86 centrales thermiques et 300 centrales hydrauliques, dépendances respectives de 54 et 100 sociétés privées. Les réseaux de transport se partageaient entre 86 sociétés. Quant à la distribution de l’électricité, 1 150 entreprises géraient le marché.
La loi no 46-628, votée le 8 avril 1946 et portant sur la nationalisation de la production, du transport, de la distribution, de l'importation et de l'exportation d’électricité, avait pour objectif principal de promouvoir des réformes économiques en « [évinçant les] grandes féodalités économiques et financières de la direction de l'économie [et] en retournant à la nation des grands moyens de production monopolisée, fruits du travail commun, des sources d’énergie, des richesses du sous-sol ».
L'entreprise EDF est dotée d'une autonomie financière ainsi que d'une indépendance technique et commerciale. Elle suivait, pour sa gestion financière et comptable, les règles en usage dans les sociétés industrielles et commerciales et était assujettie aux impôts.
La gestion des services nationaux et de distribution est depuis conduite de manière à faire face à toutes les charges d'exploitation, de capital et d'investissement.
En complément d'EDF, la loi de nationalisation de 1946 reconnaît aux communes qui le souhaitaient le droit de conserver un rôle dans la distribution publique de l’électricité en maintenant dans leurs statuts antérieurs les réseaux de distribution exploités en régie.
En 2023, environ 140 entreprises locales de distribution (ELD) assurent la distribution sur environ 5 % du territoire français, dans les zones non desservies par Enedis.
Durant cette période de monopole, distribution et fourniture commerciale aux clients finaux sont confondues.
En résumé, EDF assure la production, le transport sur les grands réseaux, la distribution et la fourniture commerciale aux clients finaux et les entreprises locales de distribution d'électricité, où elles étaient présentes, assuraient la production, la distribution et la fourniture commerciale locales. EDF était aussi chargé, sous la tutelle de l'État, de l'évolution prospective de la production et de la consommation d'électricité.
De 1946 à 1997, il n'y a pas eu de changement législatif notable.

### 1980 à 1996: Préparation législative par la Communauté européenne
Dès les années 1980, la Commission européenne étudie les possibilités de l'ouverture à la concurrence de l'électricité sur la base des motifs suivants :
- les impératifs concurrentiels du marché commun européen actés dans le traité de Rome de 1957 ;
- la séparation dans le droit communautaire entre, d'une part, les missions de service d'intérêt économique général (SIEG) et, d'autre part, les opérateurs chargés de ces missions.

Pendant cette période, alors que la Grande Bretagne ouvrait à la concurrence le secteur de l'électricité par l'Electricity Act de 1989 pour rapprocher les prix de fourniture des coûts de production, stimuler l'innovation et obtenir un parc de production optimal, la France, en s'appuyant sur le fait qu'une exception à l'applicabilité des règles de concurrence était admise en cas d'incompatibilité avec l'accomplissement d'une mission de service public, a maintenu un monopole intégré, empêchant tout nouvel entrant de développer une concurrence en production et commercialisation d'électricité. Cela était interprété[Par qui ?] comme une entrave aux échanges intra-communautaires.
En 1989, la Commission diffuse plusieurs rapports consacrés à la transparence des prix de l'énergie pour les consommateurs industriels. En sus de la transparence des prix, ces rapports visaient à identifier les éventuelles aides étatiques non autorisées.
Au début des années 1990, l'approche européenne a été confortée contre toute attente par le succès de l'ouverture à la concurrence du marché de l'électricité en Grande-Bretagne, qui s'est accompagné d'une baisse des prix sur les marchés de gros, attisant la convoitise des industriels européens qui y voyaient des possibilités de réduction des coûts.
De ces considérations découlent la directive 90/377/CEE relative à la transparence des prix de vente aux grands consommateurs industriels de l’électricité et la directive 90/547/CEE relative au transit de l'électricité sur les grands réseaux au sein des États membres.
Dès le traité d'Amsterdam de 1997, la Commission européenne n'appréhendait plus les services d'intérêt économique général comme une exception possible à l'applicabilité des règles de concurrence.
Partant, considérant que les conditions préliminaires à l'ouverture d'un marché européen de l'électricité sont réunies, le Parlement et le Conseil de l'Union européenne adoptent la directive 96/92/CE en décembre 1996 pour organiser l'unification du marché intérieur de l’électricité en ouvrant aux consommateurs le droit de choisir leur fournisseur.
Cette directive définit en outre le principe essentiel de mise sur le réseau de l’électricité produite : la préséance économique ou ordre de mérite., "merit order" étant très couramment utilisé. Ce principe consiste en ce que, pour répondre à la demande, les installations de production sont appelées selon le coût croissant du mégawattheure produit ; plus ce coût est élevé, moins l’installation qui le produit sera appelée. Et, pour une tranche horaire donnée, toute l'électricité produite, quel que soit son coût de production, est revendue au coût marginal qui est le coût le plus élevé. Ce principe a été conservé lors des évolutions successives de la directive et jusqu'en septembre 2023.
Cependant, le Conseil de l’UE a proposé en octobre 2023 son remplacement par un système consistant à partager les risques de variation de prix de gros entre les producteurs et les États-membres. En novembre 2023, cette proposition reste à approuver par le Parlement européen[réf. nécessaire].
La directive 96/92/CE, ainsi que son homologue relative au marché intérieur du gaz naturel, constituent le premier paquet énergie de la Commission.

### Libéralisation progressive de 1999 à 2016
Des décrets successifs ont progressivement abaissé en France le seuil de consommation permettant d’accéder au marché concurrentiel :
- février 1999 : éligibilité des sites consommant plus de 100 GWh ;
- juin 2000 : éligibilité de tout site consommant plus de 16 GWh (soit un taux d'ouverture du marché de plus de 30 %)[12] ;
- février 2003 : éligibilité de tout site consommant plus de 7 GWh ;
- juillet 2004 : éligibilité des entreprises et collectivités locales ;
- juillet 2007 : éligibilité de tous les consommateurs (dont les clients résidentiels) ;
- 1er novembre 2014 : nouvelle méthode de construction des tarifs réglementés ;
- 1er janvier 2016 : disparition des tarifs réglementés pour les clients de puissance souscrite supérieure à 36 kVA.

### 2000 à 2006: Transposition des directives européennes
Pour transposer les directives communautaires citées supra, la France a entamé un processus de modification législative en profondeur du secteur de l’électricité.
Le premier pas a consisté, dans la loi no 2000-108 du 10 février 2000 relative à la modernisation et au développement du service public de l'électricité à :
- définir la notion de « service public de l'électricité », auparavant implicite, comme ayant « pour objet de garantir l'approvisionnement en électricité sur l'ensemble du territoire national, dans le respect de l'intérêt général », en expliciter les missions afférentes, les opérateurs qui en étaient chargés, l'implication des pouvoirs publics, les modalités de fixation des tarifs de l'électricité aux clients non éligibles aux offres de marché, les contributions aux charges imputables aux missions de service public des producteurs d'électricité ;
- définir les principes de programmation et de délivrance d'autorisation d'exploitation des installations de production, d'organisation d'appel d'offres pour la construction de nouvelles installations, les modalités de l'obligation d'achat des petites productions par EDF, les possibilités accordées aux communes de construire de petites installations et d'en vendre la production ;
- définir la gestion et les missions du service public de transport d'électricité, ainsi que les modalités d'accès à ce réseau de transport. EDF RTE (Réseau de transport d’électricité) était désigné comme le gestionnaire ;
- acter le maintien de l'organisation existante pour le service public de distribution d'électricité aux clients finaux. EDF et les quelque 150 distributeurs non nationalisés, de même que les collectivités concédantes, conservaient leurs rôles à l'identique ;
- définir les conditions d'ouverture à la concurrence, éligibilité, choix du fournisseur ;
- définir les conditions d'accès direct aux réseaux pour de nouveaux acteurs ;
- imposer, dans la comptabilité interne d'EDF, la séparation des comptes de production, de transport et de distribution ;
- instituer une autorité de régulation, la Commission de régulation de l'électricité (CRE), et définir ses missions et ses pouvoirs ;
- autoriser EDF à étendre ses activités traditionnelles à d'autres qui y concourent directement ou indirectement — en 2023, le groupe EDF a des participations dans 263 sociétés réparties dans 12 pays[14] —, hormis dans les installations intérieures domestiques et industrielles, et autoriser EDF à exercer toute activité à l'étranger.

Par ailleurs, les seuils d’éligibilité de consommation, fixés conformément à la directive 96/92/CE, autorisant à accéder au marché concurrentiel de l’électricité, rencontraient un grand succès et étaient rapidement abaissés dans les États-membres, ce qui a encouragé la Commission à accélérer cette ouverture en positionnant de nouveaux seuils plus près dans le temps.
Un deuxième « paquet énergie » a donc été acté le 26 juin 2003 par la Commission :
- la directive 2003/54/CE portant sur l'ouverture des marchés de l'électricité à de nouveaux fournisseurs et donnant à tous les consommateurs la liberté du choix de leurs fournisseurs[15] ;
- le règlement (CE) no 1228/2003 sur les conditions d'accès au réseau pour les échanges transfrontaliers d'électricité[16].

En France, la loi 2004-803 du 9 août 2004 relative au service public de l'électricité aux entreprises électriques transpose les directives précédentes, elle :
- assigne les missions de service public à EDF et aux entreprises locales de distribution (ELD). Les possibilités de partage de services communs entre EDF et GDF sont confirmées. Selon l’article 5, la création d'un service commun est obligatoire dans le secteur de la distribution pour la construction des ouvrages, la maîtrise d’œuvre de travaux, l'exploitation et la maintenance des réseaux, les opérations de comptage ainsi que d'autres missions afférentes à ces activités ;
- décide la scission d’EDF en deux sociétés séparées, chargées pour l’une de la production et de la fourniture, EDF en l’occurrence, et pour l’autre du transport d'électricité, soit Réseau de transport d'électricité (RTE), créée en 2000. RTE est transformé en une filiale du groupe EDF tout en actant que son capital resterait détenu en totalité par des organismes publics, dont EDF ;
- autorise RTE à gérer d'autres réseaux en France ou à l'étranger ;
- transfère à RTE la propriété des biens d'EDF servant au transport d'électricité ;
- impose pour les sociétés distribuant de l'électricité à plus de 100 000 clients de créer un service gestionnaire de cette distribution ;
- transforme EDF en société anonyme et ouvre 30 % de son capital.

La loi 2006-1537 du 7 décembre 2006 relative au secteur de l'énergie amende les lois de 2000 et 2004 citées ci-dessus ainsi que divers articles des codes des collectivités territoriales, de la consommation, du travail et :
- pose le principe de l'éligibilité de tous les consommateurs finaux, y compris les consommateurs domestiques ;
- institue un Médiateur national de l'énergie chargé de recommander des solutions aux litiges entre les consommateurs et les fournisseurs d'électricité et de participer à l'information des consommateurs d'électricité sur leurs droits ;
- institue pour une durée de deux ans un Tarif réglementé et transitoire d'ajustement au marché (TaRTAM)[19]. Ce tarif devait prémunir les clients d'une hausse très forte des prix de l'électricité et devait être remplacé par des dispositions à venir dans la loi « NOME ».

En France, en 2007, la situation était la suivante :
- tout industriel disposant de capacités financières et techniques adéquates pouvait construire et exploiter une installation de production d'électricité après avoir obtenu les autorisations administratives requises ;
- tous les clients pouvaient choisir leur fournisseur d'électricité ;
- les réseaux de transport et de distribution, tout en gardant un statut de monopole public, étaient soumis à une régulation conforme aux directives européennes.

Dès le 30 novembre 2006, le Conseil constitutionnel s'est prononcé sur l'incompatibilité manifeste du système d'aide français avec le droit communautaire tandis que, la même année, les autorités européennes ont engagé une procédure d'infraction contre la France pour défaut de transposition de la directive 2003/54 et ouvert une procédure d'enquête au titre des aides d'État à l'encontre des tarifs réglementés de vente d'électricité aux industriels et du TaRTAM.

### 2007 à 2011: Élaboration de la loi NOME
Signé le 13 décembre 2007, le traité de Lisbonne, qui comprend le traité sur l'Union européenne (TUE) et le traité sur le fonctionnement de l'Union européenne (TFUE), est entré en vigueur le 1er décembre 2009. Son article 4 stipule que l'énergie et les réseaux transeuropéens font partie des compétences partagées entre l'Union et les États membres. Depuis décembre 2009, le système électrique français s'est donc inséré dans le système électrique européen.
Divers rapports, en particulier celui de la commission Champsaur sur l'organisation du marché de l'électricité d'avril 2009 et l'étude d'impact sur le projet de loi portant nouvelle organisation du marché de l'électricité d'avril 2010 revenaient sur l'historique récente de l'évolution des prix en France et dans d'autres pays :
- la production française, issue à 90 % du nucléaire et de l'hydraulique, émettait très peu de CO2 et fournissait de l'électricité à prix très compétitifs ;
- jusqu'en 2005, les prix de marché étaient inférieurs aux tarifs régulés de vente. Cette année-là, la réduction de surcapacités de production, la hausse des prix des combustibles et l'entrée en vigueur du système d'échange de quotas d'émission entraînaient une forte hausse des prix de marché, alors que les coûts de production de l'électricité en France n'étaient pas sensibles à ces causes ;
- dans les pays voisins et l'Allemagne en particulier, conformément à la théorie économique de l'optimum de Pareto, le prix de marché était fixé, selon le principe de préséance économique, par la plus chère des unités de production ;
- l'interconnexion des réseaux devait obliger à étendre le principe de formation des prix, la préséance économique, à la France ;
- in fine, en France, les coûts modérés de production ne sont plus reflétés dans les prix de marché et les consommateurs ayant choisi les prix de marché subissent des hausses de prix importantes, d’où la mise en place du TaRTAM pour les protéger ;
- le TaRTAM et les incertitudes réglementaires dissuadaient en France l'arrivée de nouveaux fournisseurs sur le marché concurrentiel.

À ce stade, une nouvelle loi d'organisation du marché électrique devait sortir en France.
Le 23 avril 2009, l'Union européenne a publié la directive 2009/28/CE qui revoyait l'ordre d'appel des installations de production sur le réseau en donnant la priorité à la production issue de sources d'énergie renouvelables, indépendamment de leur coût de production.
Elle a édicté un troisième « paquet énergie », en date du 13 juillet 2009 :
- le règlement 713/2009 a institué une agence de coopération des régulateurs de l'énergie (Agency for the Cooperation of Energy Regulators, ACER) en vue d’aider les autorités de régulation nationales à exercer et à coordonner leurs tâches réglementaires au niveau européen et, si nécessaire, à compléter leurs actions[26] ;
- le règlement no 714/2009 portait sur les conditions d’accès au réseau pour les échanges transfrontaliers d’électricité[27] ;
- la directive 2009/72/CE, concernant des règles communes pour le marché intérieur de l’électricité dans l’UE, a abrogé la directive 2003/54/CE[28].

Ce paquet a introduit la séparation de la production d’énergie, de l’exploitation des réseaux de transport et de la fourniture aux clients finaux et renforce les droits des consommateurs sur les marchés de détail. Il a constitué la pierre angulaire de la mise en œuvre du marché intérieur de l’énergie.

### 2010: Nouvelle organisation du marché de l'électricité
Le 7 décembre 2010, a été promulguée en France la loi 2010-1488 instaurant une nouvelle organisation du marché de l'électricité, dont les principales dispositions :
- mettent en place, pour favoriser le développement d’une concurrence face à EDF, un dispositif transitoire d'accès régulé à l'électricité nucléaire historique (ARENH). Cette obligation permet aux fournisseurs d'électricité qui le demandent en vue d'alimenter des consommateurs finaux sur le territoire métropolitain continental ;
- imposent à chaque fournisseur d'électricité de disposer de garanties de capacités de fourniture pour satisfaire l'équilibre entre la production et la consommation sur le territoire métropolitain continental. La capacité d'une installation de production ou d'une capacité d'effacement de consommation est certifiée par contrat entre le fournisseur et RTE. Le mécanisme d'obligation de capacité prend en compte l'interconnexion du marché français avec les autres marchés européens ;
- instaurent un mode de calcul des tarifs réglementés de vente d'électricité ;
- fixent au 31 décembre 2015 la fin des tarifs réglementés de vente (TRV) de l’électricité pour les grandes et moyennes entreprises (les tarifs verts et jaunes) ;
- instituent au profit des communes et départements une taxe, versée par les fournisseurs, sur la consommation finale d'électricité.

Le vote de cette loi, applicable dès le 8 décembre 2010, a permis de stopper l'enquête ouverte en 2007 par la Commission européenne au sujet des aides d'État[réf. nécessaire].
Le TaRTAM a été supprimé en juillet 2011[réf. nécessaire].
Compte tenu de la dispersion des textes existants et des modifications majeures récentes, l'ordonnance 2011-504 du 9 mai 2011 entérine la création d'un code de l'énergie compilant la totalité des articles encore en vigueur des lois cadrant le secteur de l'électricité de 1906 à 2010, y compris la loi 2010-1488.
Ce Code a subi depuis de nombreuses évolutions sur divers sujets tels que l'ARENH, les garanties de capacités, et la version de 2023 couvre désormais toutes les énergies (électricité, gaz, hydraulique, pétrole et autres carburants liquides, réseaux de chaleur et de froid, hydrogène) et aussi de la maîtrise de l'énergie et du développement des énergies renouvelables. Dans la décennie 2010 - 2020, il a intégré des impératifs de transition climatiques et, plus récemment, de réduction de la dépendance de ressources énergétiques étrangères.

### Impact de la crise sanitaire de 2020
EDF et ses concurrents sont confrontés en mars 2020 à la forte baisse de la demande d'électricité causée par les mesures de confinement appliquées en réaction à la pandémie de Covid-19 et à la chute des prix du marché de gros de l'électricité qui en a résulté.
Sur le marché de gros EPEX SPOT, le 13 avril 2020 à 15 h, la France toujours en confinement sanitaire a connu un cours négatif toute la journée et EDF a dû consentir à ses clients de gros un pic de prix négatif de l'électricité aux alentours de −75 €/MWh,. Cela signifie que les acheteurs d'électricité étaient payés par les vendeurs pour prendre leur électricité. Les prix négatifs sur le marché de gros sont des événements qui arrivent de temps en temps quand se produit une surproduction d'électricité en Europe. Quand le prix spot, même positif, descend en dessous du prix ARENH (par exemple à 42 €/MWh) il y a manque à gagner pour EDF, les fournisseurs alternatifs non liés par contrat se reportant sur le marché EPEX SPOT. Les fournisseurs alternatifs qui ont signé des contrats d'approvisionnement au prix ARENH avec EDF doivent continuer à se fournir à ce prix, ce qui leur cause des surcoûts.
Début 2020 des fournisseurs alternatifs arguent de la crise sanitaire du Covid-19 devant le Conseil d'État pour obtenir un meilleur prix. Le 17 avril 2020, le Conseil d'État rejette le recours en référé, déposé par deux associations de fournisseurs d'énergie, considérant qu'il n'était pas établi que les pertes subies par les fournisseurs concernés seraient « d'une ampleur telle qu'elles mettent en péril (...) leur survie à horizon de quelques mois » et que « ces pertes auraient un tel effet dans le délai nécessaire, au juge compétent, pour statuer sur les demandes dont il a été saisi ».
TotalEnergies demande la mise en jeu de la clause de force majeure de ses contrats d'achats ARENH ; EDF refuse, considérant cette demande « opportuniste » et rappelant que Total verse des dividendes à ses actionnaires en dépit de la crise sanitaire. Le 20 mai 2020, le Tribunal de commerce de Paris ordonne à EDF de ne plus s'opposer à la suspension du contrat d'accès régulé à l'électricité nucléaire historique conclu avec TotalEnergies, rappelant que le contrat ARENH n'évoque « ni la solidité intrinsèque du contractant ni son appartenance à un groupe réputé puissant ». EDF souhaite faire appel « afin d'obtenir un jugement au fond » (trois autres fournisseurs alternatifs ont obtenu la même décision, dont Gazel, propriété du Tchèque Daniel Křetínský, les libérant des prix ARENH pour cas de force majeure).
Alpiq, Gazel et TotalEnergies ayant suspendu leur contrat au motif que « la crise sanitaire constituait un cas de force majeure pour suspendre ces contrats. », le 2 juin 2020, EDF leur notifie la résiliation de leurs contrats d'achat d'électricité nucléaire au prix ARENH, au motif d'une « suspension (...) au-delà d'une période de deux mois », conformément à la clause prévue par les dits contrats. Le 23 novembre 2020, EDF gagne en appel contre TotalEnergies.

### Crise énergétique mondiale de 2021-2022
Face à la forte augmentation des prix de gros de l'électricité, le gouvernement s'engage fin septembre 2021 à plafonner la hausse du tarif réglementé de vente (TRV) à 4 %, alors qu'elle se serait élevée à 35 % si aucune mesure gouvernementale n'avait été prise. Il décide de réduire la principale taxe sur l'électricité, la taxe intérieure de consommation sur l'électricité (TICFE) qui est ramenée de 22,50 €/MWh à 50 centimes €, le minimum autorisé par Bruxelles, ce qui correspond à un coût de 8 milliards € pour le budget de l'État. Il impose à EDF une augmentation de 20 TWh du volume d'électricité nucléaire vendu à prix réduit à ses concurrents, pour le faire passer à titre exceptionnel de 100 à 120 TWh. La mesure doit coûter entre 7,7 et 8,4 milliards € à EDF. Le PDG d'EDF Jean-Bernard Lévy y voit « une aide d'État en faveur de [ses] concurrents ».
Fin janvier 2022, tous les syndicats du groupe appellent à la grève pour protester contre ces mesures. Ils s'opposent à la décision gouvernementale, annoncée le 13 janvier, qui oblige EDF à vendre davantage d’électricité nucléaire à bas prix à ses concurrents, dans le cadre du dispositif de l’ARENH. Cette décision contraint EDF à acheter cher, sur les marchés de gros, de l’électricité pour 2022 qu’il devra revendre à un tarif bien plus bas (46,20 €) à ses concurrents. L’opération devrait coûter environ 3 milliards € à la société. Elle l’obligera également à modérer la hausse appliquée à ses propres clients, ce qui entraînera, selon l'entreprise, un manque à gagner de 5 milliards € (3 milliards € selon d’autres sources).
Le 2 août 2022, les députés et les sénateurs, réunis en commission mixte paritaire pour finaliser la loi sur le pouvoir d'achat, votent le gel du plafond de l'ARENH à 120 TWh/an, ainsi que le relèvement du prix de vente aux concurrents d'EDF à 49,5 €/MWh. Ce prix était jusque-là de 42 €/MWh et le plafond de l'ARENH de 100 TWh/an, mais un supplément d'ARENH de 20 TWh/an au prix de 46,20 €/MWh avait été imposé à EDF au début de 2022. La décision des parlementaires est cependant conditionnée à l'accord de la Commission européenne.
Le 21 janvier 2024, le ministre de l'Économie Bruno Le Maire annonce une restauration partielle de la taxe intérieure de consommation finale sur l'électricité (TICFE) à partir du 1er février 2024. Cette taxe a été ramenée fin 2021, dans le cadre du bouclier tarifaire, de 32 €/MWh pour les particuliers au minimum légal permis par les règles européennes (1 €/MWh pour les particuliers et 0,50 €/MWh pour les entreprises), pour un coût budgétaire de neuf milliards d'euros par an. Elle passe à 21 €/MWh, ce qui augmente de 8,6 % la facture moyenne des clients résidentiels au tarif de base et de 9,8 % celle des ménages au tarif heures pleines/heures creuses.

### Consolidation de 2021-2022
La crise énergétique de 2021-2022 entraîne une restructuration majeure du marché : de nombreux concurrents d'EDF, déstabilisés par la hausse brutale des cours de l'électricité et du gaz, se retirent du marché. En octobre 2021, Leclerc énergie stoppe la commercialisation de ses contrats, laissant le soin à ses 150 000 clients de trouver un fournisseur de secours. En novembre 2021, un des fournisseurs de l'armée et de la mairie de Paris, Hydroption, se voit retirer son autorisation d'exercer pour avoir vendu des contrats de fourniture à des prix qu'il s'est révélé incapable d'honorer. En janvier 2022, le britannique Bulb et le danois Barry se retirent du marché français et le fournisseur Planète Oui, qui revendique environ 160 000 clients, entre en procédure de redressement judiciaire. La filiale spécialisée dans l'énergie du groupe Casino, GreenYellow, annonce à ses clients mettre un terme à la vente de contrats de fourniture de gaz à travers son site de commerce en ligne Cdiscount, et pourrait faire de même pour la fourniture d'électricité.
Fin août 2022, le médiateur de l'énergie, Olivier Challan Belval, constate un fort resserrement des offres d'énergie : seules 40 offres sont répertoriées par ses services, contre une centaine à l'été 2021, et le nombre de fournisseurs est passé d'une trentaine à 18.
Devant la forte augmentation des prix de l'électricité, Iberdrola encourage par courrier ses clients, à revenir au tarif réglementé afin d'« éviter de voir « doubler ou tripler » leur facture », et la CRE examine les pratiques, souvent douteuses, « des opérateurs alternatifs d'électricité en termes de tarifs et dans leurs relations avec leurs clients ».
Au quatrième trimestre 2022, les fournisseurs « historiques » (EDF, Engie et les entreprises locales de distribution) ont gagné 337 000 nouveaux clients résidentiels tandis que les fournisseurs alternatifs (TotalEnergies, Vattenfall, ENI) en ont perdu 319 000. Au total, 71 % des clients résidentiels bénéficient d'un tarif réglementé de vente d'électricité ou d'une offre de marché souscrite auprès d'un fournisseur historique à fin 2022, contre 69 % fin 2021. Les fournisseurs historiques ont également gagné 66 000 nouveaux sites clients entreprises tandis que ceux alternatifs voient leur portefeuille baisser de 49 000 sites en 2022.

### 2023: Réforme du marché européen
À la suite de la crise énergétique mondiale de 2021-2023 et de la forte hausse des prix de l'électricité qu'elle a causée, plusieurs États membres ont réclamé une réforme du marché européen de l'électricité afin de découpler le prix de l'électricité des cours du gaz. La Commission européenne s'est engagée à présenter une proposition avant la fin du premier trimestre 2023. Bruno Le Maire promet le 12 janvier 2023 que le gouvernement français « mettra tout son poids politique dans la balance » et exige que la réforme soit adoptée « d'ici à six mois ».
La France reconnait que le fonctionnement du marché de gros de court terme, basé sur le coût marginal, doit être conservé car « la tarification marginale maintient une bonne adéquation entre la demande d'énergie et les capacités disponibles pour produire ». Mais il plaide en revanche pour réduire le poids relatif de ce tarif marginal dans le prix final de l'électricité, en créant, à côté du marché de gros traditionnel, des contrats d'achat d'électricité à long terme capables de stabiliser les prix et de donner de la visibilité. Ces contrats pourraient être des contrats de vente directe d'électricité (PPA) noués en gré à gré entre les producteurs et les clients, et des contrats pour différence (CfD) analogues à ceux pratiqués pour les énergies renouvelables et que le gouvernement français envisage d'étendre au nucléaire.
Un rapport, commandé par la Commission de régulation de l'énergie (CRE) à onze économistes universitaires de divers pays, est présenté le 8 mars 2023. Il conclut que le système actuel d'enchères journalières reste « le meilleur pour décider qui est le producteur le moins cher », que « même si nous sommes d'accord sur le fait qu'il faut faire émerger un marché de long terme, il est important de conserver de la liquidité. Les marchés de court terme ne doivent pas être asséchés, ils apportent aussi de la transparence ». Le rapport, qui a été remis également à la Commission européenne, se montre sceptique envers un marché de capacité européen, difficile à mettre en place avec des pays aux mix énergétiques si différents.
Annoncée en juillet 2022 par la Première ministre, l'offre publique d'achat par l'État sur les actions d’EDF est terminée le 8 juin 2023. EDF redevient une entreprise publique, mais production et fourniture d'électricité restent dans le domaine concurrentiel.

## Production d'électricité

### Développement avorté d'une concurrence
La loi du 8 avril 1946 excluait de la nationalisation les entreprises ayant produit moins de 12 000 MWh en 1942 et 1943. En remplacement était mise en place une obligation d'achat de l'électricité qu'elles produisaient par EDF ou les entreprises locales de distribution (ELD). De 1984 à 2000, cette exclusion a été limitée aux installations hydrauliques de production avant d’être de nouveau généralisée, en validant les contrats déjà passés, à tous les types de production par l'article 53 de la loi no 2000-108 du 10 février 2000.
Jusqu'en 2000, l'électricité était donc produite soit par EDF, soit par des producteurs hydrauliciens qui avaient obligation de vendre leur production à EDF à prix fixé par la loi, soit par de petits producteurs. La loi no 2000-108 du 10 février 2000 a autorisé les industriels à demander l'autorisation de construire et d'exploiter des installations de production d'électricité. L'arrivée de nouveaux exploitants aptes à concurrencer la production d'EDF et ne remettant pas en cause la sécurité d'approvisionnement et les objectifs de la politique énergétique française était donc attendue.
En 2003, la Commission de régulation de l'énergie notait, comme production hors EDF, la présence de :
- la Compagnie nationale du Rhône (CNR), qui possède les usines hydrauliques de la vallée du Rhône, et poursuivait son partenariat avec l'électricien belge Electrabel. Electrabel avait acheté les parts qu’un certain nombre de collectivités locales possédaient dans la CNR ;
- Electrabel avait par ailleurs noué fin 2002 un partenariat avec une filiale de la SNCF, la Société hydroélectrique du Midi (SHEM), autre producteur hydraulicien ;
- la Société nationale d'électricité thermique (SNET), héritière des centrales de Charbonnages de France. La SNET est achetée par l'électricien espagnol Endesa en 2004, puis par E.ON en 2008 et enfin par l'entreprise EPH du tchèque Daniel Křetínský en 2019[51].

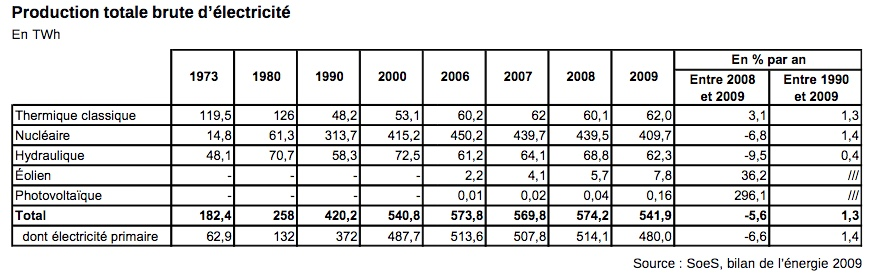

Le rapport Champsaur d'avril 2009 indiquait (au paragraphe 2.1.1) que « Le parc de production français est dominé par des moyens de production compétitifs, le nucléaire et l’hydraulique, dont la production représente 90 % de la production totale ». Le tableau « Production brute d'électricité » extrait du Bilan énergétique de la France pour 2009, donne des chiffres plus précis confirmant le rapport Champsaur (voir image ci-contre).
Créé en 2011, le code de l'énergie traite de l'autorisation d'exploiter des installations de production d'électricité et des procédures de mise en concurrence lors d'appels d'offres par l'autorité administrative aux articles L311-x.
Depuis 2010, plus de 20 712 000 installations de production ont été construites, dont plus de 45 000 d'une puissance supérieure à 500 kW. Pour la seule année 2022, 2 360 000 installations ont été construites, dont environ 22 400 de puissance supérieure à 500 kW.
En 2022, l'électricité est produite, selon Infonet, par plus de 100 000 producteurs officiellement enregistrés auprès de l'INSEE, dont 274 installations connectés directement au réseau de Réseau de transport d’électricité (RTE). EDF indique que cette année, sa production a été de 431,7 TWh toutes filières confondues, alors que RTE note que la production d'électricité a été de 445,2 TWh.
En définitive, « En France, deux producteurs d’électricité produisent plus de 95 % de l’énergie électrique du pays », EDF et Engie. Contrairement à ce qui était attendu, aucune concurrence sérieuse à la production d'EDF ne s'est mise en place depuis 2000.

### Accès régulé à l'électricité nucléaire historique (ARENH)
La loi NOME oblige EDF, de 2011 à fin 2025, à céder jusqu'à 100 TWh par an de sa production d'électricité d'origine nucléaire, soit près de 20 % de sa production annuelle à des fournisseurs alternatifs d'électricité à des conditions « précisées par décret en Conseil d'État pris après avis de la Commission de régulation de l'énergie » (CRE).
Le partage de ces volumes d'électricité entre les différents fournisseurs d'électricité est établi par la CRE, sur la base d'un mécanisme tenant compte de la taille de leurs portefeuilles de clients. En effet, elle impose à EDF de céder une partie de sa production nucléaire à la concurrence à un prix défini par arrêté, dit ARENH.
Le prix fixé par arrêté ministériel doit être représentatif des conditions économiques de production d'électricité par les centrales nucléaires, en tenant compte de l'addition de quatre éléments :
- la rémunération des capitaux prenant en compte la nature de l'activité ;
- les coûts d'exploitation ;
- les coûts des investissements de maintenance ou nécessaires à l'extension de la durée de l'autorisation d'exploitation ;
- les coûts prévisionnels liés aux charges pesant à long terme sur les exploitants d'installations nucléaires de base.

La loi précise également que ce prix est initialement fixé « en cohérence » avec le tarif réglementé et transitoire d'ajustement au marché (TARTAM), ce qui, selon le rapport « Champsaur 2 », implique « qu'un fournisseur alternatif puisse proposer à un consommateur anciennement au TARTAM une offre de prix comparable, tout en faisant face à ses frais ». Le TARTAM serait ainsi égal à la somme des coûts d'acheminement, d'approvisionnement à l'ARENH, de complément d'approvisionnement sur le marché et des coûts commerciaux.
Alors que Gérard Mestrallet, président-directeur général d'Engie, jugeait inacceptable qu'un prix supérieur à 35 €/MWh puisse être fixé, Henri Proglio, président-directeur général d'EDF, demandait au minimum 42 €/MWh. Le rapport rendu, à la demande du gouvernement, par une commission présidée par Paul Champsaur recommandait un tarif de 39 €/MWh en moyenne sur la période 2011-2015.
Le gouvernement a finalement fixé le prix de l'ARENH à 40 €/MWh au 1er juillet 2011 puis à 42 €/MWh à compter du 1er janvier 2012.
Un nouveau mode de calcul devait être fixé et aurait dû être avalisé dès fin 2013, mais les négociations avec Bruxelles sur le projet de décret s'éternisent. Bruxelles s'inquiéterait des conséquences du nouveau mode de calcul de l'ARENH sur la concurrence dans la production d'électricité. En octobre 2014, l'Autorité française de la concurrence avait émis un avis critique sur le projet de décret. EDF souhaite obtenir à terme un ARENH de 52 €/MWh pour couvrir ses coûts, mais les fournisseurs alternatifs ont intérêt à s'approvisionner en priorité sur le marché de gros, qui offre depuis fin 2014 des prix plus attractifs (autour de 39 €/MWh).
Le prix ARENH représentait, jusqu'en 2013, une partie importante de l'approvisionnement en électricité de fournisseurs alternatifs comme Direct Energie ou Planète Oui, voire de producteur - fournisseur alternatif comme Enercoop.
La Commission de régulation de l'énergie formulait en 2018 des observations assez négatives vis-à-vis des attendus du dispositif d'Accès régulé à l'électricité nucléaire historique (ARENH) :
- « l'ARENH n'a pas incité les fournisseurs à investir dans des moyens de production de base » ;
- « À ce jour, le dispositif ARENH n'a généré aucune des incitations à l'amont évoquées dans l'exposé des motifs de la loi NOME. Le constat de 2009 d'absence de concurrence sur le segment de la production (particulièrement de base), à l'origine de la création du dispositif ARENH, demeure valable en 2017 » ;
- « l'absence de possibilité pour les fournisseurs alternatifs d'accéder à l'électricité nucléaire historique d'EDF à prix coûtant au-delà de 100 TWh ne devrait peser sur leur développement qu'à partir du moment où EDF ne sera plus tenue de répliquer dans ses propres offres l'impact du rationnement en ARENH de ses concurrents. La structure et le poids des acteurs sur le marché de détail seront à ce stade bien différents d'aujourd'hui ».

Le 17 janvier 2020, le gouvernement ouvre une consultation sur un nouveau mécanisme visant à mieux rémunérer la production nucléaire afin de permettre à EDF d'investir dans la rénovation du parc nucléaire existant : EDF devrait commercialiser la quasi-totalité de sa production nucléaire, soit 360 TWh environ, avec un niveau de prix stable, garanti et encadré par un plancher et un plafond, entre lesquels l'écart serait de six euros.
Le 25 janvier 2021, sur une rumeur d'échec des négociations entre la France et la Commission européenne pour une réforme du dispositif ARENH, l'action du groupe EDF perd jusqu'à 18 % dans l'après-midi pour clôturer avec une chute de 15 %. Le groupe voudrait au moins un prix ARENH à 48 €/MWh contre la mise en œuvre de la réorganisation dite « Hercule ».
|                       | 2012 | 2013 | 2014 | 2015 | 2016 | 2017 | 2018 | 2019 | 2020 |
| --------------------- | ---- | ---- | ---- | ---- | ---- | ---- | ---- | ---- | ---- |
| TWh achetés à l'ARENH | 61   | 64   | 71   | 16   | 0    | 82   | 96   | 120  | 126  |
| Achats ARENH (M€)     | 2554 | 2701 | 2999 | 711  | 0    | 3616 | 4200 | 5184 | 5300 |

L'ARENH devant se clore fin 2025, dès janvier 2026, EDF doit vendre son électricité nucléaire au prix du marché, ce qui pose des questions sur sa stabilité financière, sur la mise en place d'un mécanisme de taxation et redistribution, sur les prix de l'électricité en France. Ainsi, « l'UFC Que Choisir a calculé que si l'ARENH avait disparu dès cette année (2025), les factures des particuliers seraient 19 % plus élevées »,.

### Marché de gros
Sur le marché de gros, l’électricité est négociée entre producteurs, fournisseurs d'électricité et négociants intermédiaires, avant d’être livrée sur le réseau à destination des clients finaux (particuliers ou entreprises).
Des bourses d'échange permettent les transactions, telles qu'EPEX SPOT pour les produits spot (Paris) et EEX Power Derivatives France pour les produits à terme (Leipzig). Les échanges peuvent aussi s'effectuer de gré à gré, soit directement, soit par l'intermédiaire d'un courtier. Les transactions ne débouchent pas toujours sur une livraison physique, le produit pouvant être acheté puis revendu.
Deux types de produits sont échangés :
- les produits spot ou au comptant sont livrés au maximum le lendemain de leur achat (day ahead), voire plus rapidement encore (produits demi-horaires, horaires ou par blocs de plusieurs heures).

Le prix day ahead, fixé tous les jours sur EPEX Spot, reflète l'équilibre de court terme entre l'offre et la demande. Il possède une forte volatilité en raison des variations imprévues qui peuvent concerner aussi bien l'offre (arrêt intempestif d'une centrale...) que la demande (température plus basse que prévu...).
Un mécanisme de couplage des marchés, mis en place en novembre 2010 entre la France, l'Allemagne, l'Autriche et les pays du Benelux, permet de coordonner les modes de fixation des prix sur les marchés nationaux, ce qui permet d'améliorer la gestion des interconnexions et la liquidité des marchés. Une conséquence est le rapprochement des prix day ahead dans ces pays ;
- les produits à terme sont achetés en vue d'une livraison future. Ceux-ci permettent aux fournisseurs de garantir le volume et le prix de leurs approvisionnements à une échelle de plusieurs semaines, mois ou années.

Les produits sont de plus différenciés selon qu'ils portent sur l'électricité de base (servie tout au long de la journée et de l'année) ou sur l'électricité de pointe (livrée aux moments où la consommation est plus importante, ce qui peut nécessiter la mise en œuvre de capacités de production spécifiques).
Les contrats à terme constituant une grande part de l'approvisionnement des fournisseurs, les tarifs de vente aux consommateurs finaux se fondent plutôt sur les prix à terme que sur les prix spot.
À titre d'exemple, 163 TWh ont été échangés sur le marché de gros intermédié au cours du 2e trimestre 2011, essentiellement sur le mode du gré à gré, 126 TWh étant injectés physiquement dans les réseaux. Les prix day ahead cotés sur EPEX étaient en moyenne de 49 €/MWh en base et 61,2 €/MWh en pointe, avec des pics ponctuels à près de 300 €/MWh. Le prix à terme sur un contrat futures était de 59,5 €/MWh en moyenne.
Sous l'effet de la baisse des prix du CO2 et du charbon, puis du pétrole, les prix du marché de gros de l'électricité sont tombés au-dessous du prix de l'ARENH (42 €/MWh) à partir de décembre 2014, puis à 38 €/MWh en janvier 2015, et le prix à terme pour livraison en 2016 n'est plus que 37 €/MWh : en Allemagne, le prix de gros est même tombé au-dessous de 32 €/MWh ; en novembre 2014, les achats des fournisseurs alternatifs à EDF ont chuté de plus de moitié, à 15,8 TWh, contre 36,8 TWh un an plus tôt. De plus, comme le tarif réglementé est en partie indexé sur le prix de gros depuis l'automne 2014, ce tarif a augmenté beaucoup moins que prévu ; ces évolutions vont stimuler la concurrence et faire baisser les parts de marché d'EDF ; les premiers bénéficiaires en sont les grands industriels.
Cette baisse de prix s'est poursuivie au cours de l'année 2015, et s'est accentuée en fin d'année. En janvier 2016, le prix de gros de l'électricité sur le marché à court terme n'était plus que de 28 €/MWh. Côté offre, la baisse des prix du pétrole, du gaz et du charbon, qui déterminent en grande partie le cout de production de l'électricité au niveau européen, s'est poursuivie. Côté demande, la consommation européenne d'électricité n'a pas retrouvé son pic de 2006, et le début de l'hiver 2015-2016 a été clément. La baisse du prix de gros a favorisé les fournisseurs d'électricité alternatifs, accentuant leur concurrence sur EDF. L'ordre de grandeur de l'impact de cette baisse pour EDF, si le prix de 28 €/MWh se maintenait, serait de deux milliards d'euros par an.
À l'automne 2016, les prix de gros remontent en flèche, atteignant 275 €/MWh pour une fourniture en base le 3 novembre 2016 à livraison la semaine suivante, et même plus de 500 €/MWh pour une fourniture en pointe ; cette remontée découle des arrêts exceptionnels de réacteurs nucléaires ordonnés par l'ASN pour des contrôles sur des matériels forgés par AREVA : vingt tranches étaient encore à l'arrêt, totalisant 20 GW, soit près d'un tiers des capacités nucléaires ; ces arrêts avaient fait remonter les prix à 70 €/MWh fin octobre, et la forte baisse des températures début novembre a amplifié cette hausse. Les prix de gros pour livraison en 2017 atteignent 49 €/MWh, dépassant donc le niveau de l'ARENH (42 €/MWh), ce qui va pousser les concurrents d'EDF à s'approvisionner à nouveau auprès d'EDF à ce tarif.
À partir du printemps 2018, les prix de gros ont monté progressivement ; cette hausse s'est accélérée durant l'été, passant la barre des 50 €/MWh, et en septembre 2018 le prix pour livraison en 2019 a atteint 63 €/MWh ; cette évolution est fortement corrélée à la hausse des cours des quotas d'émissions de CO2 : longtemps resté à environ 5 €, le prix de la tonne de CO2 atteint 23,7 € en septembre 2018, sous l'effet du mécanisme de stabilité destiné à résorber les quotas.

### Vente directe
La vente directe d'électricité (en anglais : PPA pour « Power Purchase Agreement »), très répandue aux États-Unis, commence à se développer en France : en juin 2020, Auchan signe trois contrats d'approvisionnement en électricité directement auprès de leur producteur : achat à Voltalia pendant 20 ans de la production de deux nouvelles centrales solaires situées à Grasse (Alpes-Maritimes) et à Martigues (Bouches du Rhône), d'une puissance totale de 61 MW, et achat au développeur canadien Boralex et au français Eurowatt de l'électricité produite par deux centrales éoliennes qui ne bénéficieront plus d'un tarif d'achat garanti par l'État à partir de 2020 et jusqu'en 2023. Ces trois transactions se sont conclues à un prix situé entre 40 et 50 € par mégawattheure ; elles couvriront 16 % des besoins d'Auchan qui se fixe l'objectif d'atteindre 100 % en 2030. Des contrats de même type ont déjà été conclus par la SNCF et Crédit mutuel Alliance fédérale.
En mai 2024, Orange signe un contrat sur quinze ans avec le développeur ZE Energy, qui fournira 90 GWh par an à partir d'un parc photovoltaïque de 77 MW prévu à Vert, dans les Landes. Il est couplé à des batteries de 15 MW et 34 MWh, destinées à compenser la faible production des panneaux solaires le matin ou en fin de journée grâce au stockage des excédents de production à la mi-journée.

### Capacités de production et d'effacement
La loi NOME oblige dans son article 6 les fournisseurs d'électricité à disposer de garanties de capacités d'effacement de consommation et de production d'électricité, afin de mieux équilibrer la production et la consommation d'électricité. L'effacement consiste à reporter sur les périodes « creuses » la consommation d'électricité qui aurait pu être effectuée en période de pointe.
Ces capacités d'effacement ou de production pourront être échangées sur un marché de capacité.

### Intégration des énergies renouvelables dans les réseaux
L'article L. 314-1 du code de l'énergie prévoit qu'EDF et les entreprises locales de distribution, sur les 5 % du territoire qui les concernent, sont tenus d'acheter à un tarif réglementé l'électricité produite par certaines installations. Il s'agit principalement de promouvoir la production d'électricité à partir de sources renouvelables et de faciliter ainsi la réalisation des objectifs environnementaux et climatiques. Les surcoûts découlant pour les distributeurs de la différence entre ces tarifs réglementés et le prix du marché leur sont remboursés par une surtaxe payée par les consommateurs d'électricité : la Contribution au service public de l'électricité (CSPE) dont le montant atteint 22,5 €/MWh en 2020.
Depuis 2016, les contrats de rachat peuvent être passés avec d'autres fournisseurs d'énergie, les premiers agréés étant Enercoop, Direct Énergie et BCM Energy (maison-mère de Planète Oui).
Les installations qui permettent à un particulier ou une entreprise de bénéficier de ce tarif d'achat sont :
- celles qui valorisent des déchets ménagers ou qui visent l'alimentation d'un réseau de chaleur ;
- les installations d'éoliennes à terre ou en mer ; les installations qui utilisent l'énergie marine, l'énergie solaire thermique, l'énergie géothermique ou hydrothermique ;
- celles qui utilisent les autres énergies renouvelables, ou encore les installations qui mettent en œuvre des techniques performantes du point de vue de l'efficacité énergétique telles que la cogénération. Ces installations n'ont accès au tarif d'achat que si elles respectent certaines limites de puissance définies par décret[88]. En particulier, ces installations doivent avoir une puissance installée inférieure à 12 MW. La cogénération à partir de biomasse n'est concernée que pour les installations de puissance supérieure à 2 MW ;
- les moulins à vent ou à eau réhabilités pour la production d'électricité ;
- les installations qui valorisent des énergies de récupération ;
- dans les départements d'outre-mer, les installations qui produisent de l'électricité à partir de la biomasse, dont celle issue de la canne à sucre.

Les tarifs varient considérablement en fonction du type de source d'énergie (les tarifs sont particulièrement élevés pour l'électricité solaire), de la taille de l'installation et de son impact environnemental. Le tableau suivant donne des exemples de tarifs d'achat avec son fondement juridique.
| Origine de l'électricité | Description sommaire du tarif d'achat                                                                                         | Fondement juridique                           |
| ------------------------ | --- | --------------------------------------------- |
| Panneaux photovoltaïques | de 9,80 c€/kWh à 17,89 c€/kWh pour un particulier au 1er trimestre 2022, selon la puissance et le degré d'intégration au bâti | [ 90 ]                                        |
| Biogaz                   | de 64,87 €/MWh à 161,51 €/MWh selon la taille de l'installation et le type de biomasse                                        | Arrêté tarifaire biogaz au 1er trimestre 2022 |
| Biomasse                 | 12,05 c€/kWh, prix auquel peut également s'ajouter une prime d'efficacité énergétique                                         | Arrêté du 27 janvier 2011                     |
| Cogénération             | Tarifs plus élevés pendant la période d'hiver, du 1er novembre au 31 mars, et dépendant du prix du gaz                        | Arrêté du 31 juillet 2001.                    |

À compter du 1er janvier 2016, le système des tarifs d’achat réglementés dont bénéficient les énergies renouvelables disparaît pour les installations de puissance installée supérieure à 500 kW, pour faire place à un dispositif de vente sur le marché assorti d’une prime (complément de rémunération) ; ce nouveau dispositif, imposé par la Commission européenne, ne s’applique pas aux filières émergentes comme l’éolien en mer ; l’éolien terrestre bénéficie d’un délai supplémentaire de deux ans ; le solaire photovoltaïque, qui dépend des appels d’offres pour les grandes centrales, est concerné dès 2016, ainsi que la biomasse, la géothermie et le biogaz.
|                           | 2012 | 2013 | 2014 | 2015 | 2016 | 2017 | 2018 | 2019 | 2020 |
| ------------------------- | ---- | ---- | ---- | ---- | ---- | ---- | ---- | ---- | ---- |
| TWh produits sous OA + CR | 40   | 43   | 45   | 50   | 54   | 58   | 66   | 72   | 79   |
| Subventions OA+CR (M€)    | 3300 | 5057 | 5739 | 6394 | 6685 | 6855 | 7156 | 8099 | 8380 |

## Fourniture d'électricité
L'activité de fourniture d'électricité comprend l'ensemble des activités de commercialisation d'une offre d'électricité entre son achat à un producteur et sa vente à un consommateur final.

### Offres réglementées et offres de marchés
Deux types de contrats sont proposés au client : le contrat à tarif réglementé de vente (TRV) est commercialisé uniquement par les fournisseurs historiques ; le contrat en offre de marché est proposé par l'ensemble des fournisseurs.
D'après le baromètre du médiateur national de l'énergie d'octobre 2017, près de la moitié des Français résidents ne savent alors pas qu'il est possible de changer de fournisseur d'électricité. Seul un tiers a conscience du fait qu'EDF et Engie sont deux sociétés différentes et concurrentes.

#### Tarifs réglementés de vente
Les consommateurs ont accès, en France, à des tarifs définis par le gouvernement, sur proposition de la Commission de régulation de l'énergie. Seuls le fournisseur historique EDF et les entreprises locales de distribution d'électricité et de gaz sont tenus de proposer ces tarifs.
Les tarifs réglementés de vente (TRV) d'électricité résultent de l'addition du prix de l’accès régulé à l’électricité nucléaire historique (ARENH), des coûts de commercialisation, d’une marge commerciale, et des composantes communes (TURPE, taxes...).
Il existe plusieurs catégories de tarifs réglementés :
| Type de site (puissance souscrite P) | Tarifs |
| ------------------------------------ | --- |
| Petits sites : P <= 36 kVA           | Tarifs bleus |
| Sites moyens : 36 kVA < P <= 250 kVA | Tarifs jaunes |
| Grands sites : P > 250 kVA           | Tarifs verts A (clients connectés au réseau de distribution) Tarifs verts B et C (clients connectés au réseau de transport) |

Les tarifs réglementés destinés aux consommateurs professionnels (tarifs « vert » et « jaune ») ont disparu depuis le 1er janvier 2016. EDF a 220 000 clients professionnels sur 430 000 sites, dont 100 000 au tarif vert et 330 000 au tarif jaune. Depuis le 31 décembre 2015, les 474 000 entreprises, hôpitaux ou collectivités locales abonnés au tarif jaune ou vert d'EDF (ceux ayant une puissance souscrite supérieure à 36 kVA) ont dû signer un contrat en « offre de marché » avec un fournisseur d'électricité en vertu des règles de libéralisation du secteur. Au 30 septembre 2014, seulement 16 % des 41 000 grands sites (59 % de leur consommation de 177 TWh) et 5 % des 443 000 sites moyens (5 % de leur consommation de 59 TWh) sont déjà en offres de marché. Quelques collectivités locales (la Ville de Paris et le Sipperec) ou hôpitaux (UniHA) ont lancé un appel d'offres. Selon la Commission de régulation de l'énergie (CRE), douze fournisseurs d'électricité sont en 2015 actifs sur le marché des grands professionnels en France, mais, selon le PDG de Engie Gérard Mestrallet, « le niveau des tarifs jaune et vert pour les entreprises ne nous permet pas en réalité d'être compétitifs aujourd'hui » (par rapport à EDF).
La loi NOME prévoit l'évolution progressive, dans le même délai, du mode de calcul des tarifs réglementés selon une méthodologie dite « par empilement des coûts ». Ces tarifs réglementés seront construits afin de tenir compte de l'addition :
- de l'ARENH (voir ci-dessus) ;
- du coût du complément à la fourniture d'électricité qui inclut la garantie de capacité ;
- des coûts d'acheminement de l'électricité ;
- des coûts de commercialisation ;
- et d'une rémunération normale.

Par ailleurs, la loi NOME de 2010 prévoyait que les tarifs réglementés, calculés au départ en fonction des coûts de l'opérateur historique EDF, seraient calculés, au plus tard fin 2015, en fonction des coûts des fournisseurs alternatifs (Direct Energie, Engie, Planète Oui, etc.) ; cette modification a été appliquée dès le 1er novembre 2014, avec pour résultat une hausse réduite à 2,5 % pour les particuliers au lieu de 5 % prévus initialement, et de 1,5 % en 2015 puis de 2 % en 2016, selon la CRE, alors que le mode de calcul précédent aurait entraîné une hausse de 6,7 % pour les particuliers cette année. Cette réduction des hausses limite les marges de manœuvre des fournisseurs alternatifs pour concurrencer EDF avec des offres de marché. Par ailleurs, le décret modifiant le mode de calcul des tarifs réglementés de l'électricité, publié le 29 octobre 2014, précise que l'application du nouveau mode de calcul se fera « sous réserve de la prise en compte des coûts » d'EDF. Cette mention introduite par le Conseil d'État fait déjà l'objet d'interprétations divergentes entre le ministère et les fournisseurs.
Le Conseil d'État a jugé le 19 juillet 2017 que le maintien de tarifs réglementés du gaz naturel était contraire au droit de l'Union européenne. Le ministre de la Transition écologique et solidaire, Nicolas Hulot, a reconnu lors d'une audition au Sénat : « à un moment ou à un autre, il faudra se plier aux injonctions de Bruxelles concernant les tarifs de gaz et d'électricité. Nous allons évidemment faire en sorte que cela se fasse le moins douloureusement possible ».
Dix ans après l'ouverture des marchés du gaz et de l'électricité à la concurrence pour les particuliers, 84 % des sites résidentiels sont encore abonnés au tarif réglementé de vente (TRV) d'électricité d'EDF, et 49 % des foyers utilisant le gaz ont encore un contrat au TRV d'Engie. L'Association nationale des opérateurs détaillants en énergie (ANODE) a déposé en 2017 un nouveau recours pour l'abrogation des TRV et publié un livre blanc qui propose un calendrier.
Fin 2017, les concurrents d'EDF ont 5,8 millions de clients résidentiels, soit une part de marché de 17,9 %, contre 26,5 millions pour EDF. Sur l'année 2017, EDF a perdu un million de clients résidentiels abonnés au tarif réglementé. EDF propose aussi des offres de marché qui n'ont été choisies que par 82 000 clients résidentiels.
À l'issue des négociations en « trilogue » des représentants du Conseil, de la Commission et du Parlement européens, un accord a été conclu le 19 décembre 2018 sur les deux derniers textes du « Paquet Énergie propre », en discussion depuis deux ans : les États membres qui réglementent toujours les tarifs appliqués aux ménages pourront continuer à le faire, mais ils devront présenter un rapport d'évaluation des progrès réalisés pour mettre un terme à la réglementation des prix. D'ici à 2025, la Commission devra présenter un rapport sur les progrès globaux au sein de l'UE, qui pourra inclure une proposition visant à mettre un terme à la réglementation des tarifs.
Fin 2018, le tarif bleu réglementé ne concerne plus que 25,6 millions de ménages, soit 77,3 % des sites de consommation et seulement 34 % de la consommation totale ; en un an, 900 000 clients ont quitté le tarif régulé ; la part de marché des fournisseurs alternatifs a progressé de 4 points à 21,9 %, et 35 % de la consommation totale. EDF et les ELD ont commencé à proposer des offres de marché qui représentent 272 000 clients fin 2018, contre 82 000 clients fin 2017, et 31 % de la consommation totale.
Les offres de marché d’électricité ont gagné 454 000 clients (soit 5,2 %) en 2019 et les fournisseurs alternatifs ont atteint 27,7% de parts de marché à la fin de l’année. Cela laisse près de 24 millions de sites encore au tarif réglementé (ou « tarif bleu ») d’EDF.
En février 2023, les tarifs réglementés de l'électricité ont augmenté de 15 %. Puis, le 1er août 2023, ils doivent augmenter à nouveau, de 10 %,.

#### Offres d'électricité renouvelables
L'ensemble des fournisseurs qui débute sur le marché des particuliers en 2017 (sauf Butagaz et Cdiscount) proposent une offre d'électricité issue des sources renouvelables (hydroélectrique, éolien ou solaire). EDF lance en octobre deux offres de marché « vertes ». Hormis EDF, la plupart de ces fournisseurs ne produisent pas eux-mêmes la totalité de leur électricité ; ils achètent des certificats de garantie d'origine émis par les producteurs. Pour chaque kWh qu'il consomme, le client est assuré qu'une quantité équivalente d'électricité d'origine renouvelable est produite quelque part en Europe. Le prix est très différent selon l'origine de l'électricité « verte » : de quelques dizaines de centimes par mégawattheure pour les grands barrages du nord de l'Europe jusqu'à quelques euros/MWh pour de petits producteurs français. Environ 1,4 million de clients résidentiels sont en offre verte, soit 5 % des volumes, alors que 17 % de la production est d'origine renouvelable en France.

#### Offres «à prix coûtant»
Une directive européenne issue du Clean Energy Package impose aux fournisseurs d'électricité disposant d'au moins 200 000 clients de proposer une offre « à prix variable », directement indexée sur le prix du marché de gros : quand les prix montent, la facture gonfle, et quand les prix baissent, la facture se réduit. Prévue initialement pour 2021, son entrée en vigueur pourrait intervenir dès 2022 ; pour la Commission européenne, de telles offres inciteraient les consommateurs à réduire leur consommation d'électricité quand elle coûte plus cher pour faire face demain aux besoins de flexibilité des réseaux. La première de ces offres est lancée en mars 2021 par le fournisseur d'électricité Barry, filiale du finlandais Fortum. Les associations de consommateurs comme les fournisseurs d'électricité critiquent ce système, craignant une multiplication des litiges et des impayés ainsi que les lourds investissements informatiques qu'il implique pour les fournisseurs.
Le 16 juin 2021, la Commission de régulation de l'énergie (CRE) publie les modalités d'application de la réforme à destination des principaux fournisseurs d'électricité français qui, à partir de juillet 2023, devront proposer aux consommateurs des offres indexées sur les prix de l'électricité sur le marché de gros : la CRE décide d'imposer à ces offres un plafond de prix correspondant à deux fois le prix qu'aurait payé un consommateur, chaque mois, s'il avait opté pour un tarif réglementé ; de plus, elle sera « particulièrement vigilante aux obligations d'information du consommateur, avant et pendant la vie du contrat ». Ces obligations seront précisées dans un arrêté ministériel, après avis de la CRE.

#### Comparateurs d'offres
La comparaison des tarifs est proposée sur des sites web dits « comparateurs d'offres ». Il existe des comparateurs de prix privés, mais l'obligation de service public impose le comparateur national du médiateur national de l'énergie, Énergie-info. Seul ce dernier, sous statut public, avec ceux des associations de consommateurs, peut être qualifié de totalement impartial, fiable et indépendant. Son fonctionnement est encadré par la loi relative à l’énergie et au climat.
La diversité des offres contractuelles a donné naissance à l'activité de courtier en énergie[réf. souhaitée].
Début 2014, l’association de consommateurs UFC-Que choisir mène une enquête sur les sites comparant les prix du gaz et de l’électricité. Elle conclut qu’« en dehors du site officiel Énergie-info, mis en place et géré par le médiateur national de l'énergie, il n’existe aucun vrai comparateur de prix. En dépit de leurs promesses, ces derniers ne cherchent nullement à faire bénéficier les consommateurs de la meilleure offre du marché. Leur objectif, c’est de les orienter vers les fournisseurs partenaires qui les rémunèrent au mieux quand ils leur apportent un nouveau client. Ces sites sont biaisés et abusent de la confiance des consommateurs ».

### Phénomène de prix négatifs
Les épisodes de prix négatifs de l'électricité sur le marché spot se multiplient en France : jamais supérieur à 102 heures par an jusqu'en 2022, le phénomène d'heures à prix négatifs a duré 147 heures en 2023, puis 235 heures sur le seul premier semestre 2024 ; l'offre d'électricité a donc dépassé la demande durant 5,4 % du temps sur cette période, et même 10,2 % du temps au deuxième trimestre. Ces épisodes se situent majoritairement entre 12 heures et 16 heures, période de fort ensoleillement alors que les besoins des ménages sont au plus bas, et le week-end, lorsque beaucoup d'entreprises sont à l'arrêt. La Commission de régulation de l'énergie (CRE) propose d'amender une partie des contrats historiques dits « avec obligation d'achat », soit plus de la moitié des 69 GW de capacités solaires et éoliennes en France, afin d'inciter ces installations à interrompre leur production lors des heures à prix négatif. Cela concernerait en priorité les premières grandes fermes éoliennes en mer installées en face de Saint-Nazaire, Yeu-Noirmoutier, Fécamp ou Saint Brieuc. La CRE souhaite également renforcer les dispositifs d'incitation à couper la production et corriger des biais, pour le quart du parc solaire et éolien qui bénéficie d'un mécanisme de complément de rémunération. Le stockage d'énergie sur batteries pourrait aussi être encouragé.

### Prix pour le consommateur
Sur tout le territoire national, de même que dans la majeure partie de l'Union européenne, deux types d'offres cohabitent sur le marché de détail :
- les offres aux tarifs réglementés, fixés par le gouvernement, et que seuls EDF et les entreprises locales de distribution d'électricité (ELD) peuvent proposer ;
- les offres à prix de marché, dont les prix sont librement déterminés, que peuvent proposer tous les fournisseurs alternatifs (Alterna, Enercoop, Engie, TotalEnergies, etc.) ainsi que les fournisseurs historiques (EDF, Gaz électricité de Grenoble, etc). En pratique, certains contrats à prix libre sont indexés sur les tarifs réglementés[120],[121].

À tout moment, le consommateur peut choisir de quitter le tarif réglementé ou d’y revenir sans condition.

#### Composantes communes
Dans les deux cas, le prix incorpore le tarif d'utilisation du réseau public d'électricité (TURPE), des taxes spécifiques sur l'électricité, ainsi que des compléments à la fourniture d’électricité. Ces composantes communes s'appliquent à tous les fournisseurs : EDF et fournisseurs alternatifs, y compris les ELD.

##### Tarif d'utilisation du réseau public d'électricité
Le TURPE est fixé par décision ministérielle sur proposition de la CRE. Le TURPE est indépendant du fournisseur mais dépend de la puissance souscrite et de la tension de raccordement.

##### Taxes
Plusieurs taxes s'ajoutent au tarif réglementé comme au prix de marché :
- taxes sur la consommation finale d’électricité (TCFE) ;
  - taxes communale[124] et départementale[125],
  - taxe intérieure[126], créée par la loi NOME au profit de l'État pour les clients dont la puissance maximale souscrite est supérieure à 250 kVA. Les entreprises dont la consommation d'électricité représente une charge très importante (électro-intensifs) sont exemptés du paiement de cette taxe ;
- contribution au service public de l'électricité (CSPE), qui finance notamment la péréquation tarifaire, le tarif de première nécessité et le développement des énergies renouvelables via le mécanisme de l'obligation d'achat (voir plus haut) ;
- contribution tarifaire d'acheminement (CTA), fixée par arrêté ministériel en pourcentage du prix d’acheminement de l’électricité ;
- taxe sur la valeur ajoutée (TVA).

##### Compléments de fourniture
L'évolution de la réglementation française depuis 2016 oblige les fournisseurs à souscrire à différents mécanismes :
- le marché de capacité destiné à rémunérer des moyens de production pilotable à tout moment, pour prévenir tout risque de coupure d'approvisionnement et garantir l'ajustement de l'offre et de la demande d'électricité ;
- les certificats d'économies d'énergie (CEE), institués pour obliger les fournisseurs d'électricité à financer des travaux de rénovation énergétique ;
- les quotas de CO2[127].

Ces évolutions sont répercutées sur les factures des consommateurs.

#### Tarifs «heures creuses»
Des prix réduits sont pratiqués pour les consommations pendant les heures les moins tendues sur le réseau électrique national, appelées « heures creuses ». Ces dispositions contractuelles sont accessibles à un tarif réglementé de l'électricité ou dans de nombreux contrats relevant des offres de marché ; elles sont utilisées par 15 millions de Français en 2023. Ce système était conçu à l'origine pour mettre à profit l'électricité nucléaire très abondante pendant la nuit, lorsque la demande est faible. Mais le développement du solaire photovoltaïque fait apparaître des périodes d'excédent de production en début d'après midi pendant les périodes les plus ensoleillées (printemps et été), comme l'atteste l'occurrence de plus en plus régulière des prix négatifs sur les marchés au début du xxie siècle, aussi bien en France qu'ailleurs en Europe. La Commission de régulation de l'énergie (CRE) a donc demandé à Enedis, en mai 2024, d'engager un chantier de remise à plat du régime des « heures pleines, heures creuses ».

#### Causes de la hausse des prix
Malgré l'ouverture à la concurrence dans l'électricité, les prix de l'électricité ont largement augmenté, progressant de 50 % environ entre 2007 et 2020 selon l'Insee. Les principales causes de cette hausse résident dans l'évolution des réglementations. Premièrement, l'accroissement du poids de la fiscalité, en particulier de la Contribution au service public de l'électricité (CSPE), taxe destinée principalement à soutenir le développement des énergies renouvelables ; jusqu'à 2016, elle explique une grande part de l'augmentation du budget consacré à l'électricité, mais depuis 2016 elle a cessé d'augmenter.
À partir de 2017, le marché de capacité a pris le relais. Les prix du marché de capacité, payés aux producteurs d'électricité par les fournisseurs d'électricité, qui les répercutent ensuite sur les factures des consommateurs, ont été multipliés par presque quatre en quatre ans (environ 1,8 €/MWh en 2017, presque 6,5 €/MWh en janvier 2021).
Par ailleurs, le coût des certificats d'économies d'énergie (CEE), largement inférieur à 1 €/MWh jusqu'en 2017, a atteint 5 €/MWh en 2021.
Enfin, les coûts des réseaux augmentent de 1,4 % par an du fait des investissements de raccordement des énergies renouvelables et des bornes de recharge pour véhicules électriques, et le coût d'approvisionnement des fournisseurs d'électricité sur les marchés européens sont tirés à la hausse par la progression des prix des quotas de CO2.

### Évolution de l'ouverture du marché
La Commission de régulation de l'énergie (CRE) publie chaque trimestre un rapport sur l'avancement de l'ouverture du marché. Voici les principales données au 3e trimestre 2016 :
- au 30 septembre 2016, 4 224 000 sites résidentiels sont en offre de marché, soit 13,2 % des sites, ainsi que 1 508 000 sites non résidentiels, soit 30,2 % (17,0 % chez les fournisseurs alternatifs et 13,2 % chez les fournisseurs historiques) ;
- le marché de l’électricité reste encore dominé par les TRV, qui conservent 86,8 % des sites résidentiels et 69,8 % des sites non résidentiels ;
- la consommation fournie en offre de marché atteint 16,2 TWh (10,9 %) sur le segment résidentiel et 251,2 TWh (87,4 %) sur le segment non résidentiel ; la part de marché des fournisseurs alternatifs atteint 10,8 % dans le secteur résidentiel et 36,4 % dans le secteur non résidentiel ;
- le dispositif de l'ARENH n'a connu aucune livraison sur le premier semestre 2016, le prix de marché étant inférieur au TRV de l'électricité nucléaire d'EDF à ses concurrents ;
- 27 fournisseurs alternatifs sont actifs et présents sur le site Énergie-info. Il existe également 160 fournisseurs locaux, en particulier les fournisseurs historiques tels que les entreprises locales de distribution (ELD).

Fin 2017, la part des fournisseurs alternatifs en France sur le marché des clients résidentiels était de 17,9 %, soit 5,8 millions de clients et une augmentation de 3,7 points sur l'année. Leur part de marché sur l'ensemble des clients était fin 2016 de 29 % sur le marché de l'électricité et de 55 % sur le marché du gaz. Enfin, 38 % des ventes d'électricité restaient assurées par EDF au tarif réglementé et 33 % par EDF et les ELD en offres de marché. La suppression des tarifs réglementés pour les entreprises et les collectivités a fortement accéléré l'ouverture du marché, mais sur le segment résidentiel (particuliers et petits professionnels) 88 % des clients restent au tarif réglementé. Bruxelles a inclus dans son dernier « paquet hiver » la suppression à moyen terme de ce tarif dans l'électricité, mais le basculement devrait être progressif.
En 2017, les fournisseurs d'électricité se multiplient : après Total et Butagaz, l'e-commerçant Cdiscount, du groupe Casino, lance une offre d'électricité qui serait selon lui 15 % moins chère que les TRV ; mais 84 % des clients restent fidèles à EDF. La proportion de Français déclarant connaître leur droit à changer de fournisseur d'électricité stagne à 50 % contre 53 % en 2013, et seulement 33 % savent qu'Engie et EDF sont deux entreprises séparées et concurrentes. La marge de manœuvre des concurrents sur les coûts est limitée à 36 % du coût total, 35 % étant constitués de taxes (dont la Contribution au service public de l'électricité qui sert pour l'essentiel à financer les énergies renouvelables) et 29 % le coût du transport, qui échappe à la concurrence. EDF a perdu un million de clients entre mi-2016 et mi-2017 : elle est passée de 27,5 à 26,5 millions de clients, selon la CRE ; Engie a déjà 3,5 millions de clients électricité et Total se donne l'objectif d'en conquérir 3 millions.
En mai 2018, le Conseil d'État, saisi par les concurrents d'EDF, a globalement validé le principe des TRV de l'électricité, mais a demandé au gouvernement de réexaminer régulièrement sa pertinence ; le gouvernement se propose d'effectuer ce réexamen tous les cinq ans. Le Conseil d'État a également demandé de revoir les critères d'éligibilité du tarif bleu non résidentiel, afin d'introduire une distinction entre les petits professionnels (artisans, commerçants, professions libérales...) et les sites non résidentiels appartenant à des grandes entreprises.
En octobre 2018, la CRE s'est prononcée sur le trop grand nombre d'acteurs présents en France, anticipant une vague de consolidations. Il est estimé que la trop grande concurrence conduit à des ventes à perte, alors qu'EDF qui perd environ 100 000 clients particuliers par mois, détient encore 80 % du marché résidentiel. Selon le président de la CRE, « on est à la préhistoire des effets de la concurrence » sur le marché de l’électricité.
En octobre 2018, EDF lance sa première offre d’électricité en ligne destinée aux particuliers, nommée Digiwatt.
Au 1er semestre 2019, les interventions pour impayés (coupures de courant ou réduction de puissance) déclarées par les fournisseurs d'électricité au médiateur national de l'énergie ont progressé de 18 % par rapport au 1er semestre 2018. Plusieurs fournisseurs plaident pour la création d'un fichier des impayés similaire à celui constitué par les opérateurs télécoms ; la Commission nationale de l'informatique et des libertés a validé ce projet en mai 2018. Mais le principe même de ce fichier des mauvais payeurs dans l'électricité suscite une série de levées de boucliers.
Les TRV prennent fin pour la grande majorité des clients professionnels le 1er décembre 2020 pour le gaz et le 1er janvier 2021 pour l'électricité. Après cette date, dans le monde professionnel, seules 1,5 million de microentreprises et assimilées bénéficieront encore d'un TRV pour l'électricité.
Fin 2020, sur le marché de l'électricité, EDF contrôle encore 47 % des volumes consommés par les industriels et 54 % sur le marché des entreprises et collectivités. En comparaison, dans le gaz, Engie ne contrôle plus que 42 % des volumes consommés par les entreprises, et même seulement 31 % pour les plus grands comptes.

### Foisonnement d'offres
Après Cdiscount, pionnier de l'e-commerce, d'autres sociétés du numérique, y compris les GAFA, pourraient s'intéresser au marché de l'électricité, bousculant le paysage concurrentiel de l'électricité par un foisonnement d'offres.
Avec l'ouverture du marché à la concurrence, le nombre de fournisseurs d'énergie ne cesse d'augmenter : on en comptait 31 en 2018, presque trois fois plus qu'en 2013. Les cas de démarchage abusif par des fournisseurs d'énergie se multiplient : selon le médiateur de l'énergie, 56 % des Français ont été démarchés pour une offre de gaz ou d'électricité en 2018, contre 36 % en 2017. Le médiateur a recensé 1 416 litiges (contestations de souscription ou dénonciations de pratiques commerciales) en 2018. Le démarchage par téléphone est majoritaire (environ 70 % des contacts). Engie et Eni arrivent en tête des plaintes, avec les trois quarts des litiges à eux deux. En octobre 2019, la Direction générale de la concurrence et de la répression des fraudes a infligé une amende de 900 000 € à Engie pour « manquements aux règles encadrant le démarchage ». Une autre enquête est en cours : la DGCCRF a perquisitionné les locaux d'Engie, d'Eni et de onze entreprises sous-traitantes spécialisées dans le démarchage à domicile.
En juin 2020, le médiateur de l'énergie signale une hausse de 35 % entre 2018 et 2019 des litiges commerciaux (démarchages abusifs ou frauduleux, problèmes de facturation) entre les fournisseurs d'électricité et de gaz et leurs clients particuliers. En 2019, ses services ont été saisis de 1 883 litiges concernant le démarchage, soit une hausse de 65 % en trois ans.
En 2019, Eni concentrait près d'un litige sur cinq soumis au médiateur, soit 329 litiges pour 100 000 contrats de gaz ou d'électricité, près de 60 % de plus qu'en 2018 ; Engie est à 96 litiges pour 100 000 contrats et Total Direct Énergie à 93 litiges.

## Cadre légal
La réglementation française s'inscrit dans le droit de l'Union européenne par l'article 194 du traité sur le fonctionnement de l'Union européenne (TFUE). Celui-ci attribue des compétences partagées entre les États et l'Union européenne.
Au travers de directives et de règlements de l'Union européenne, cela a conduit à conceptualiser la création d'un marché européen de l’électricité et du gaz naturel[réf. incomplète]. Le qualificatif « intérieur » fait ici référence au marché commun de la zone économique européenne.